# Euxoa inordita
Euxoa inordita là một loài bướm đêm trong họ Noctuidae.